# Kharar (ort i Indien, Västbengalen)
Kharar är en ort i Indien.   Den ligger i distriktet Paschim Medinipur och delstaten Västbengalen, i den östra delen av landet, 1 200 km sydost om huvudstaden New Delhi. Kharar ligger 17 meter över havet och antalet invånare är 12 049.
Terrängen runt Kharar är mycket platt. Runt Kharar är det tätbefolkat, med 982 invånare per kvadratkilometer. Närmaste större samhälle är Ghātāl, 8,7 km sydost om Kharar. Trakten runt Kharar består till största delen av jordbruksmark.